# Frederick Chapman Robbins
Frederick Chapman Robbins (Auburn, Alabama, 1916. augusztus 25. – Cleveland, 2003. augusztus 4.) amerikai orvos, virológus. 1954-ben John Franklin Endersszel és Thomas Huckle Wellerrel megosztva elnyerte az orvostudományi Nobel-díjat, mert kidolgozta a gyermekbénulás vírusának szövettenyészetben való szaporításának módszerét. Munkája később lehetővé tette, hogy Albert Sabin és Jonas Salk vakcinát hozzon létre a kórokozó ellen. 

## Tanulmányai
Frederick C. Robbins az alabamai Auburnban született 1916. augusztus 25-én. Apja William J. Robbins botanikaprofesszor, anyja Christine Robbins (lánykori nevén Chapman) szintén botanikus volt. Apja 1928-ban kétéves párizsi munkát kapott, Frederick és két fivére pedig eközben a Genfi-tó partján fekvő Sellig Intézetben, egy bentlakásos iskolában tanult. 1932-ben beiratkozott a Missouri Egyetemre, ahol 1936-ban artium baccalaureus fokozatot szerzett. Vegyészmérnöknek készült, de meggondolta magát és elvégezte a Missouri Egyetem kétéves orvosi kurzusát is. Egyetemi képzése idején belépett a tartalékos tisztképző programba és sokat sportolt, kedvenc sportága a lovaspóló volt. 1938-ban beiratkozott a Harvard orvosi szakára, 1940-ben pedig megkapta orvosi diplomáját. A Bostoni Gyermekkórház bakteriológus rezidenseként dolgozott 1942-ig, amikor az Egyesült Államok belépett a második világháborúba, Robbins pedig bevonult a hadseregbe.
Robbins a háború alatt orvosként, egy víruslaboratórium vezetőjeként szolgált Észak-Afrikában és Olaszországban. Munkája során főleg fertőző hepatitiszben, tífuszban és Q-lázban megbetegedett katonákkal foglalkozott és az utóbbi betegségről jelentős cikket tett közzé 1946-ban. Leszerelésekor őrnagyi rangban volt és megkapta a Kiváló Szolgálat Bronzcsillagát. 

## Kutatásai a poliovírussal
Robbins visszatért Bostonba, ahol rezidentúráját 1948-ban fejezte be. Elnyert egy hároméves kutatói ösztöndíjat; ezt az időt John F. Enders bostoni laboratóriumában a gyermekbénulás vírusának kutatásával töltötte. Enders és munkatársa, Thomas Weller korábban próbaképpen poliovírust adott humán embrionális bőr- és izomsejtek tenyészetéhez és sejtmentes felülúszót egerekbe injektálták, amik ezután a paralízis tüneteit mutatták. Robbins ezzel a technikával gyermekbénulásos esetekből izolálta a vírust. Az első publikáció után a módszert több más hasonló vírusra (mumpsz, herpes simplex és vaccinia) is kiterjesztették. A csoport három kutatója, Enders, Weller és Robbins 1954-ben megkapta az orvostudományi Nobel-díjat.
Robbins a laboratóriumban ismerkedett meg Alice Nortroppal (akinek apja, John H. Northrop 1946-ban nyerte el a kémiai Nobel-díjat) is, akit hat hónappal később feleségül kért. Két lányuk született, Alice Christine és Louise Enders.

## Későbbi pályafutása
1952-ben Robbins elfogadta a clevelandi városi kórház gyermekgyógyászati osztályának vezetését és ugyanakkor a városban a Case Western Reserve University-n a pediátria professzora is lett. 1966-ban őt nevezték ki az egyetem orvosi karának dékánjává. 1980-ban, 65 évesen visszavonult az egyetemről, de elvállalta az Amerikai Tudományos Akadémia Orvostudományi intézetének elnöki posztját. 1985-ben, mikor elnöki megbízatása lejárt, Washingtonból visszaköltözött Clevelandba mint professor emeritus. Tevékenységének fókusza HIV-kutatás és a Western Reserve Egyetem ugandai kollaborációjának beindítása volt.
Robbins a fentieken túl elnöke volt az Amerikai Gyermekgyógyászati Társaságnak, a Gyermekgyógyászati Kutató Társaságnak, az Amerikai Egyesült Államok Kongresszusának tudományos tanácsadói testületének, a NASA Élettudományok Stratégiai Tervezési Bizottságának és a Pánamerikai Egészségügyi Szervezet gyermekbénulás kiirtását célul tűző bizottságának.
Frederick Robbins 2003. augusztus 4-én hunyt el Clevelandban, három héttel a 87. születésnapja előtt.